# Клуб деловых встреч (Кривой Рог)

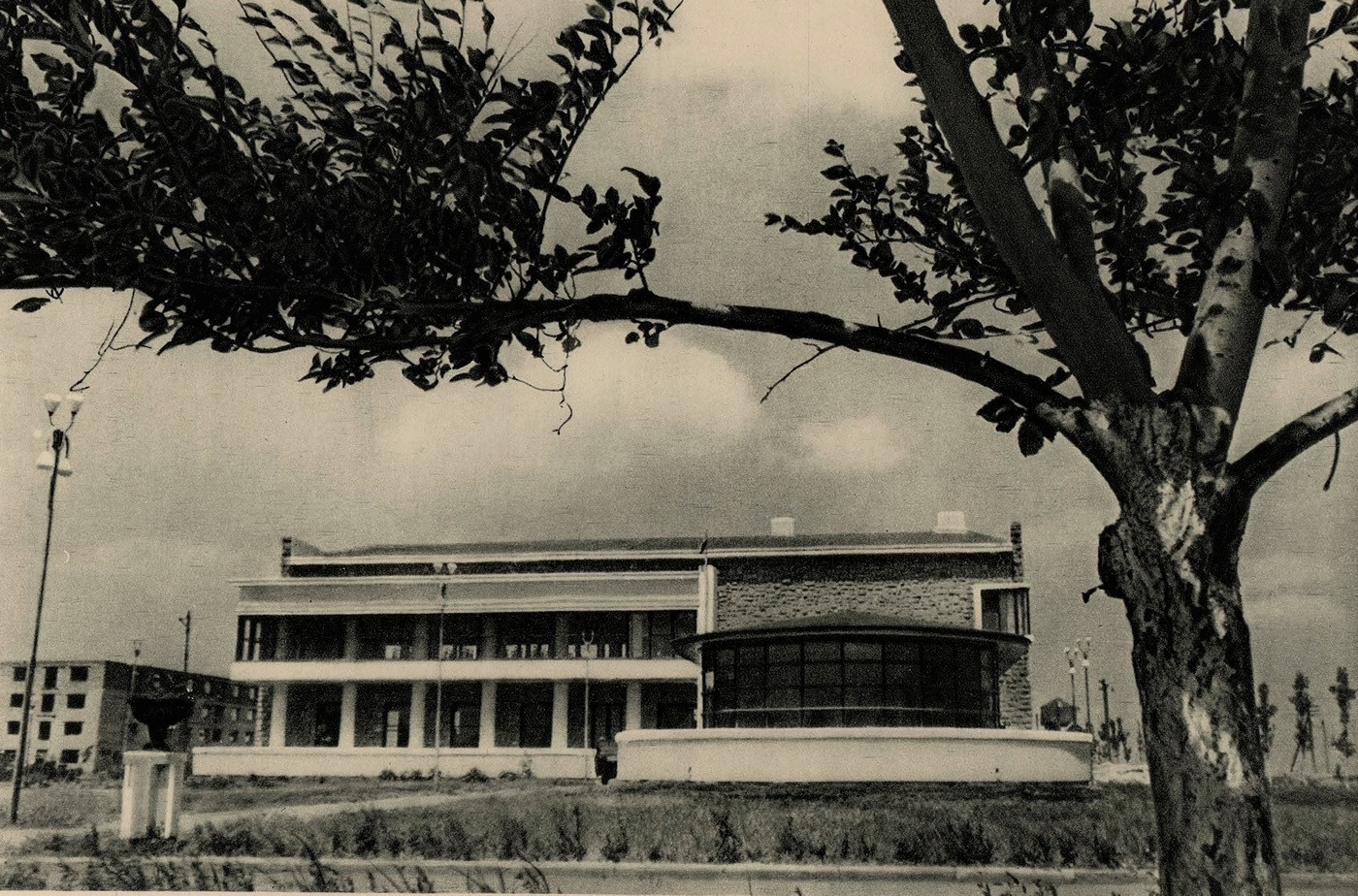
Деловой клуб в Кривом Роге

Клуб деловых встреч — памятник архитектуры местного значения в городе Кривой Рог Днепропетровской области.

## История
В конце 1935 года, по инициативе Г. Орджоникидзе и инженерно-технического актива завода «Криворожсталь», был открыт «Деловой клуб». Проект разработан институтом «Ленжилгорпроект» в стиле конструктивизма.
Использовался как место встреч, дискуссий инженеров, техников, рационализаторов Криворожского металлургического завода, в актовом зале проводились лекции, беседы. Действовала библиотека с читальным залом и радиоточка. В конце 1930-х годов клуб посещали Я. Весник, Ч. Ильдрим и другие.
Во время Великой Отечественной войны здание было разрушено.
В 1946—1947 годах реконструирован, стилевые признаки конструктивизма были утрачены. В обновлённом помещении действовал избирательный участок во время выборов в органы местной власти.
С начала 1950-х годов в размещался Дворец культуры металлургов. С 1956 года начал работу Детский клуб (ныне Коммунальное внешкольное учебное заведение «Центр детского и юношеского творчества Металлургического района»).
12 апреля 1996 года, распоряжением главы Днепропетровской государственной администрации № 158-р, объявлено памятником архитектуры местного значения города Кривой Рог под охранным номером 143.

## Характеристика
Находится в Металлургическом районе по улице Степана Тильги 13.